# عدد راسبی

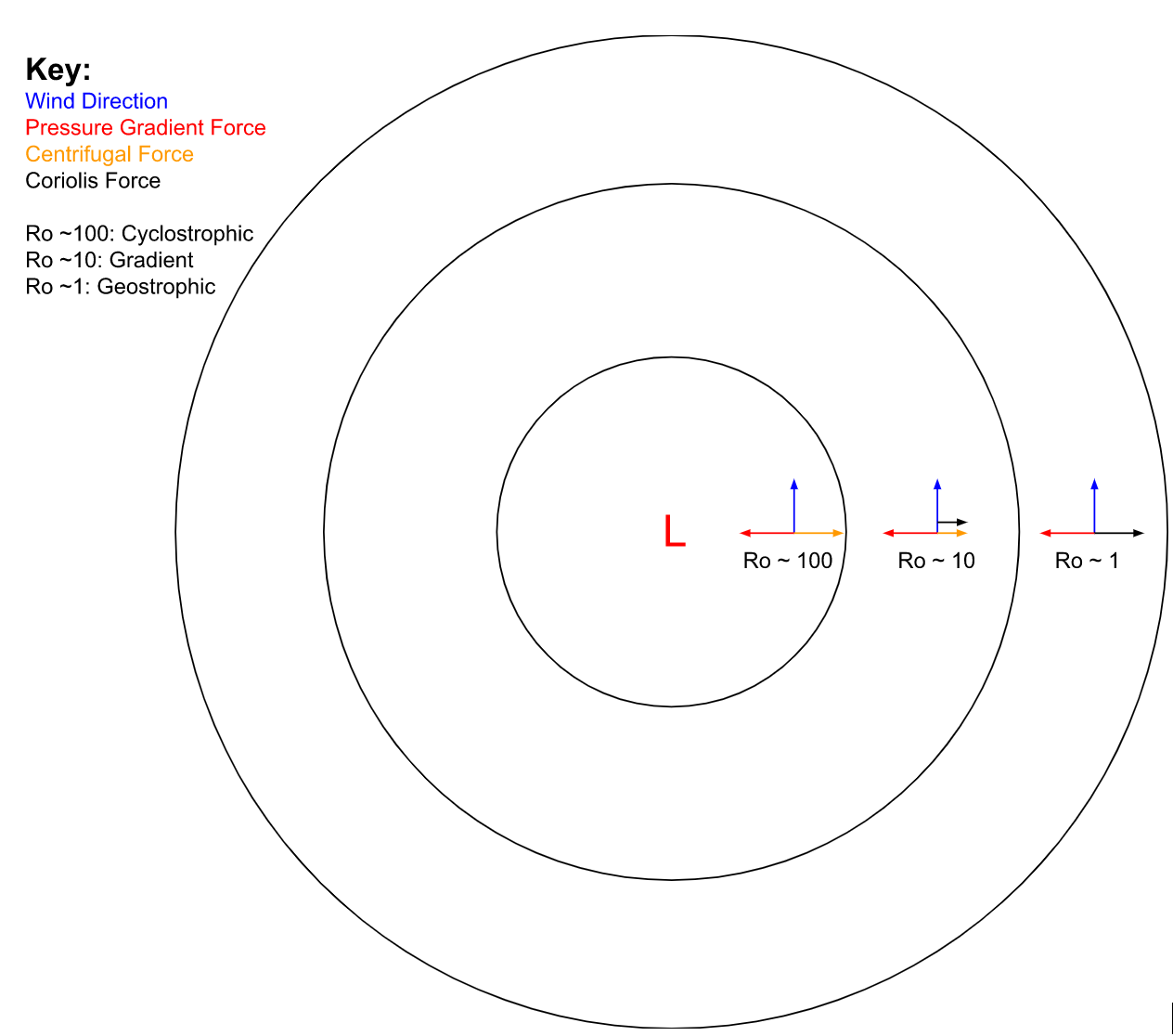
نمایی از مقدار «عدد راسبی» و جریان‌های متعادل مرتبط در اطراف یک‌طوفان کم‌فشار.

عدد راسبی (به انگلیسی: Rossby number) یک عدد بدون بعد است که برای توصیف رفتار سیال به کار می‌رود. این عدد از نسبت نیروی اینرسی به نیروی کوریولیس که به ترتیب عبارت {\displaystyle v\cdot \nabla v\sim U^{2}/L} و {\displaystyle \Omega \times v\sim U\Omega } در معادلات ناویه-استوکس است، بیان می‌شود. این کمیت معمولاً در علم ژئوفیزیک و برای توصیف پدیده‌های اقیانوس‌ها واتمسفر هوا که نیروی کوریولیس ناشی از چرخش سیاره اهمیت دارد به کار می‌رود. این عدد که به افتخار هواشناس سوئدی-آمریکایی کارل-گوستاو راسبی نامگذاری شده است، با نماد {\displaystyle Ro} نشان داده و به صورت زیر تعریف می‌شود:
{\displaystyle Ro={\frac {U}{Lf}}}
در این رابطه U سرعت برداری،L طول مشخصه پدیده مورد نظر،f = 2 Ω sin φ فرکانس کوریولیس که در آن Ω فرکانس زاویه ای چرخش سیاره و φ نشان دهنده عرض جغرافیایی است.